# Adriaen van Cronenburch

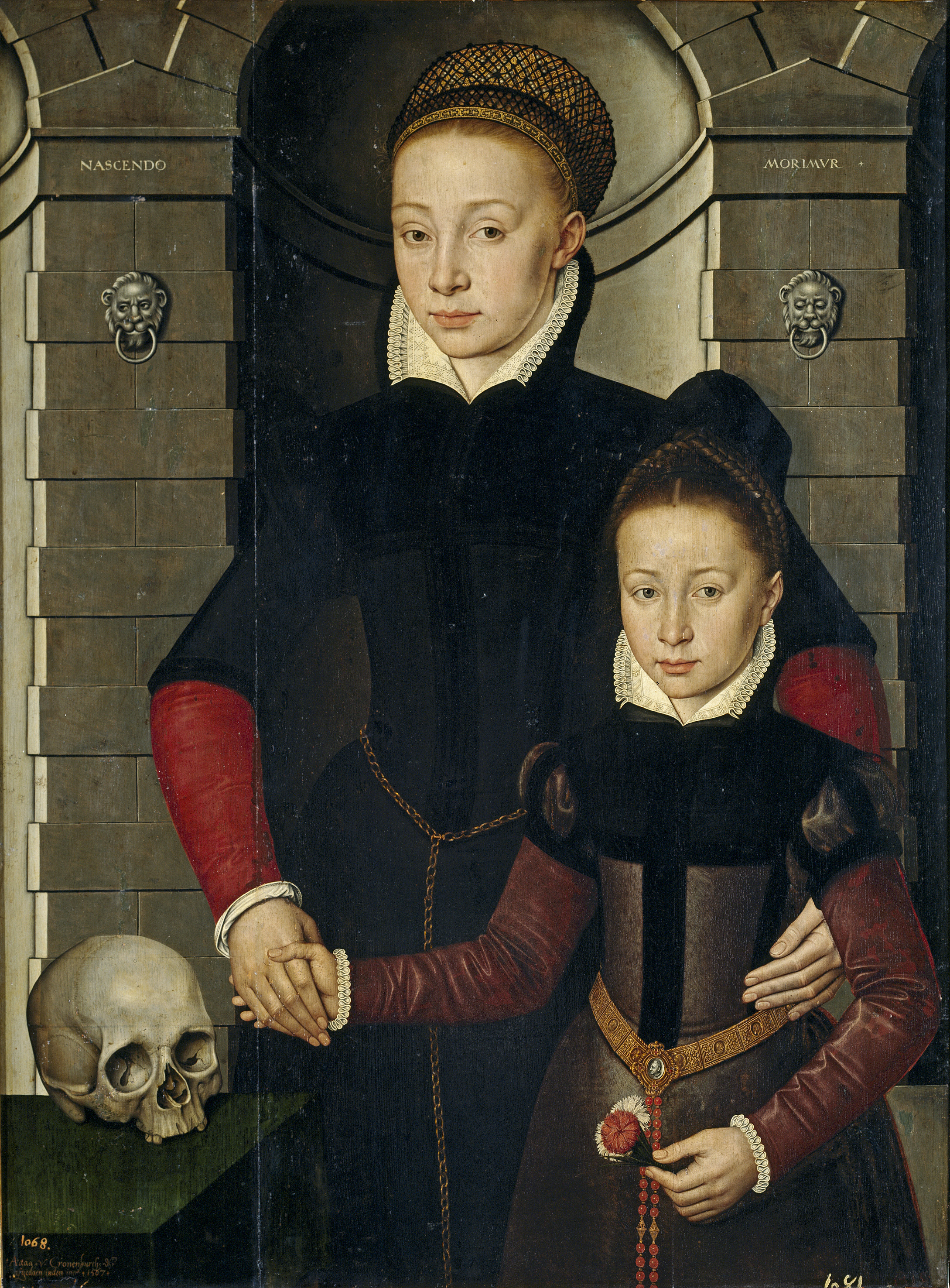
Dama i nena, segons els antics inventaris del museu, Retrat d'Ana Cronemburgh, en companyia d'una altra joveneta, 1567, oli sobre taula, 107 x 78 cm, Madrid, Museu del Prado.

Adriaen van Cronenburch (també Cronenburg i Cronenburgh) (Schagen, ca. 1525 – Burgum, ca. 1604) fou un pintor dels Països Baixos del Nord, especialitzat en retrats, gènere al que correspon tota la seva producció coneguda.

## Biografia
Format possiblement amb Jan Mostaert, a qui s'aproxima per estil, Cronenburch es va establir en Frisia cap a 1547. D'aquest moment és el primer dels seus retrats datats i signats: el del petit Gerrolt Minnes van Cammingha als sis anys, datat el 1552 (Ljouwert, Museu Fries). El 1553 se documenta matriculat a la Universitat de Lovaina encara que no va trigar a retornar a la regió de Frisia on possiblement per mediació d'un cosí, emparentat amb l'aristocràcia frisona, va ocupar un càrrec de funcionari municipal en Tytsjerksteradiel, convertint-se alhora en el més important retratista de la regió. El 1580 va haver d'exiliar-se per la seva negativa a abandonar l'Església catòlica i a causa de la seva fidelitat a Felip II de Castella. Es va establir probablement en Groningen fins que el 1592 va ser autoritzat a retornar a Frisia i es va establir en Burgum, on encara se li documenta el 1604, citat ja com a ancià.
El Museu del Prado conserva quatre retrats femenins procedents de la col·lecció real, dos d'ells signats i datats el 1567, destinats a l'origen a formar part d'una mateixa galeria de retrats com demostra el fons arquitectònic comú als quatre, en forma d'arcs-fornícules amb pilastres formades per carreus inspirats en els gravats del Llibre Extraordinari de Sebastiano Serlio. La llegenda NASCENDO/MORIMVR sota la línia d'impostes d'un d'aquests arcs i la calavera que apareix en la mateixa taula, juntament amb les flors que porten algunes de les donzelles retratades, atorguen a aquests retrats el valor d'al·legories morals amb l'al·lusió a la fugacitat de la vida i la fragilitat de la bellesa.
La signatura A.a.a.a. van Cronenburg que apareix en algun dels seus retrats, entre ells el del nen Gerrolt Minnes i un dels retrats del Prado, va ser creguda d'Anna van Cronenburg (1552-ca. 1590), neboda del pintor i pel que sembla pintora ella mateixa, fins que A. Wassenbergh, director del Museu Fries la va interpretar com un jeroglífic del nom de Adriaen, car les quatre 'a' es podrien llegir com 'A tres aes', que en neerlandès es pronuncia de forma semblant a 'A, drie a'en'.